# 免疫機能障害
免疫機能障害（めんえききのうしょうがい）とは、免疫に関する障害で次の二つに分けられる。

## 先天性免疫不全症候群
主に先天性は先天性免疫不全症候群（primary immunodeficiency syndrome）と呼ばれる。
免疫不全症は生体免疫系の遺伝的あるいは二次性の欠陥によって発症する疾患群で，それぞれ先天性(原発性)免疫不全症，続発性免疫不全症と呼ばれる。
詳細は、原発性免疫不全症候群を参照のこと。

## 後天性免疫不全症候群
主に後天性はヒトのT細胞に感染するHIV (Human Immunodeficiency Virus) による感染症で、免疫不全による様々な合併症を引き起こす。
詳細は、AIDSの項を参照のこと。